# Pietro Matranga
Pietro Matranga (Pjetër Matrënga in albanese; Piana degli Albanesi, 1807 – Piana degli Albanesi, 1855) è stato un presbitero di rito bizantino, paleografo e scrittore italiano di etnia arbëreshë.

## Biografia
Studiò nel Seminario Italo-Albanese di Palermo. Ordinato sacerdote, si recò a Roma, dove fu apprezzato dal cardinale ed erudito Angelo Mai, il quale gli riconobbe le qualità di scrittore e di traduttore di latino e di greco antico, lo assunse come segretario personale e lo fece nominare scrittore di greco della Biblioteca Vaticana. Coadiuvò Mai in un'intensa attività di ricerca di manoscritti classici, che culminarono nel ritrovamento del palinsesto del De re publica di Cicerone e degli Inni del patriarca Sofronio, che pubblicò per primo nel testo e nella traduzione latina. Scrisse odi in perfetta lingua greca e interpretò numerose iscrizioni in lingua greca antica, di cui diede comunicazione all'istituto archeologico di Roma. Viene ricordato per la descrizione del ritrovamento degli affreschi di Via Graziosa a Roma, raffiguranti storie tratte dall'Odissea di Omero.

## Opere
- Sopra una tegola siracusana inscritta (1845)
- Di una moneta fusa agrigentina (1847)
- Illustrazione di alcune lapidi antiche (1849)
- Anecdota greca e mss. bibliothecis Vaticana, Angelica, Barberiniana, Vallicelliana, Medicea, Vindoboniana, deprompta, voli. 2 (1850)
- Discorso sopra due sonetti inediti dei Petrarca e di Tommaso Calofra da Messina.